# 니키타 (영화)
니키타(Nikita)는 1990년 공개된 영화이다.

## 줄거리
니키타는 무정부주의를 추종하는 10대 마약 중독자이자 말괄량이 소녀다. 어느 날 친구 부모가 운영하는 약국을 털던 중 경찰과 총격전이 벌어지고, 동료들은 모두 죽고 니키타는 경찰을 살해한다. 체포되어 살인죄로 종신형을 선고받은 니키타는 감옥에서 정부 요원들에 의해 죽은 것으로 위장되고 비밀 정부 조직 '센터'에 의해 납치된다. 센터는 니키타에게 암살자가 되거나 가짜 무덤에 묻히는 선택지를 주고, 그녀는 암살자의 길을 택한다.
센터에서 컴퓨터, 무술, 사격술 등을 배우며 뛰어난 암살자로 성장한 니키타는 이전의 퇴폐적인 모습에서 벗어나 매력적인 팜므파탈로 변모한다. 그녀의 마지막 훈련은 사람들로 가득 찬 식당에서 외교관을 암살하고 경호원들을 피해 탈출하는 것이었고, 성공적으로 임무를 완수한 후 파리에서 '마리'라는 이름으로 잠입 요원 생활을 시작한다. 마르코라는 남자를 만나 사랑에 빠지지만, 그녀의 정체에 대해서는 숨긴 채 관계를 이어간다.
베니스로 여행을 떠난 니키타는 그곳에서 다음 암살 임무를 받게 되고, 임무 수행 중 마르코에게 정체를 들킬 뻔한 위기를 겪는다. 이후에도 암살자로서 능력을 발휘하던 그녀는 대사관에서 벌어진 문서 절도 임무에서 실패하고, 센터는 '청소부'라 불리는 냉혹한 요원 빅터를 투입하여 사태를 수습하려 한다. 니키타는 빅터와 함께 임무를 수행하지만 실패하고, 빅터는 치명상을 입고 니키타를 피신시킨 후 사망한다. 
마르코는 니키타의 비밀스러운 삶을 눈치채고 그녀의 불안정한 심리 상태를 걱정하며 센터에서 벗어나 도망치도록 설득한다. 니키타가 센터를 떠난 것을 알게 된 밥은 마르코를 찾아가 니키타가 대사관에서 가져온 문서 때문에 위험에 처해 있음을 알린다. 마르코는 문서를 밥에게 넘기고, 두 사람은 니키타를 그리워하며 헤어진다.

## 출연

### 주연
- 장 르노
- 안느 파릴로드
- 장 위그 앙글라드
- 체키 카리오

### 조연
- 마크 듀렛
- 패트릭 페레즈
- 패트릭 폰타나
- 알랑 라디에르
- 에릭 프랫
- 자크 부데

## 기타
- 프로듀서: 제롬 차로우
- 공동제작: 뤽 베송
- 공동제작: 마리오 세치 고리
- 공동제작: 비토리오 세치 고리
- 미술: 댄 웨일
- 배역: 나탈리 체론

## SBS 성우진 (1992년 1월 4일)
- 권희덕 - 니키타(안느 파릴로드)
- 유강진 - 밥(체키 카리오)
- 이경자 - 아망드(잔느 모로)
- 김세한 - 마르코(장 위그 앙글라드)
- 김정경
- 조동희
- 박신영
- 이봉준
- 윤기황
- 김창주
- 이호인
- 김준
- 김익태
- 이윤연
- 최병상
- 김영훈